# 假黄皮
假黄皮（学名：Clausena excavata）为芸香科黄皮属下的一種植物。

## 别名
假黃皮、番仔香草、小葉臭黃皮、龜裡椹、凹葉黃皮、假樟仔（台灣）。
台灣原住民族大武壠語:habang，排灣語:kyaromatya。
台南市白河區六重溪的大武壠族人會以過山香來編織祭祀用的花環。
排灣族用於治蛇咬傷驅毒，也可作為消毒、消紅腫及蟲咬傷之用。
山黄皮、鸡母黄、大棵（中國海南）、臭皮树、野黄皮（中國云南）

## 分布
假黄皮分布在柬埔寨、台湾、泰国、缅甸、老挝、印度、越南以及中国大陆的福建、海南、广东、云南、广西等地。

## 外形及習性
假黄皮屬落葉性小喬木，株高3—4m，见于山坡灌丛和疏林中。目前尚未由人工引种栽培。據《中國植物誌》、Flora of China （页面存档备份，存于）和《華南植物園植物名錄 （页面存档备份，存于）》的記載，假黄皮見於平地至海拔1,000米的地区。